# 霍尔康姆营地
霍尔康姆营地（英語：Camp Holcomb）是位于中国河北省秦皇岛的原美国军事基地，基地始建于1912年，由美国陆军第15步兵团驻守。原名，1938年2月28日，营地被移交至美国海军陆战队并以托马斯·霍尔康姆上将的名字命名。1941年12月8日，该基地向日本投降。二战结束后，再次启用，1947年中国内战期间关闭。有传言认为遗失的北京猿人化石埋在此地。